# Strzebieszew
Strzebieszew [pronunciación en polaco: /stʂɛˈbjɛʂɛf/] es un pueblo ubicado en el distrito administrativo de Gmina Domaniewice, dentro del condado de Łowicz, Voivodato de Łódź, en el centro de Polonia. Se encuentra a unos 4 kilómetros al oeste de Domaniewice, a 17 kilómetros al suroeste de Łowicz, y a 31 kilómetros al noreste de la capital regional Łódź.